# アーリー・ジョヴァー
アーリー・ジョヴァー（Arly Jover、1971年5月2日 - ）は、スペイン・メリリャ出身の女優である。

## 出演作品

### 映画
- ブレイド（マーキュリー）
- クローン（ニュースキャスター#2）
- ヴァンパイア/黒の十字架（ウナ）
- エンパイア・オブ・ザ・ウルフ（アンナ・エルメス）
- リグレット
- 天才画家ダリ 愛と激情の青春（ガラ・エリュアール）
- 大臣と影の男
- ドラゴン・タトゥーの女（リヴ）
- 裏切りのスナイパー（カトリーヌ・ボーモン）
- 大統領の料理人
- ターニング・タイド 希望の海（アンナ・ブルックナー）